# Jean Reybert
Jean Reybert est un homme politique français né le 11 novembre 1844 à Lyon et décédé le 9 janvier 1897 dans le 9e arrondissement de Paris.
Médecin à Saint-Claude, il est maire en 1884 et député du Jura de 1885 à 1893, siégeant avec la Gauche radicale, sans être inscrit au groupe. 

## Sources
- « Jean Reybert », dans le Dictionnaire des parlementaires français (1889-1940), sous la direction de Jean Jolly, PUF, 1960 [détail de l’édition]
- « Jean Reybert », dans Adolphe Robert et Gaston Cougny, Dictionnaire des parlementaires français, Edgar Bourloton, 1889-1891 [détail de l’édition]